# Ajinomoto
Ajinomoto Co., Inc. (味の素株式会社, Ajinomoto Kabushiki gaisha) (TSE : 2802) est une entreprise leader de l'industrie agro-alimentaire au Japon.
Son activité se répartit en trois pôles : produits de grande consommation, industrie agroalimentaire et produits pharmaceutiques.
La traduction littérale d'Aji no Moto est Origine du goût et c'est aussi la marque déposée du premier produit commercialisé par la société.
Son siège social est situé dans le quartier de Chūō à Tokyo.

## Histoire
Le Dr. Kikunae Ikeda (1864-1936) fonde l'entreprise en 1909, un an après l'obtention du brevet du glutamate monosodique. AJI-NO-MOTO est la première déclinaison commerciale de ce produit.

## Activité en France
Le groupe est présent en France avec des bureaux à Paris et des usines à Amiens et Nesle en Picardie.
Le site français de production d'aspartame est cédé en 2015 à l'entreprise néerlandaise HYET Holding B.V.
En 2017, le groupe acquiert la société Labeyrie Traiteur Surgelés, fabricant de produits traiteurs et pâtisseries surgelés à travers deux usines à Castelsarrasin et Le Neubourg.

## Communication

### Activité de lobbying auprès des institutions de l'Union européenne
Ajinomoto Europe est inscrit depuis 2016 au registre de transparence des représentants d'intérêts auprès de la Commission européenne. Le groupe déclare en 2016 pour cette activité  des dépenses d'un montant compris entre 100 000 et 200 000 euros.

## Produits
Ajinomoto est le plus gros producteur mondial d'aspartame, activité qu'il acquiert de Monsanto en 2000. Il produit également du glutamate de sodium et des acides aminés tels la leucine, la tyrosine, la glycine.

## Marques
Le groupe Ajinomoto possède de nombreuses marques, telles Hondashi, Cook Do, Amoy, Yamaki et Oyakata.

## Controverse
Le quotidien Le Monde révèle en février 2018 que la filiale française du groupe Ajinomoto a produit sur le territoire français une biomasse composée d'OGM interdits dans l'Union européenne et destinée à l'alimentation animale. Les produits avaient été soumis à l'expertise de l’Autorité européenne de sécurité des aliments (EFSA) en 2008, qui avait alors refusé l'autorisation de mise sur le marché, en raison de « risque sérieux » pour les utilisateurs. L'information est confirmée par la direction de la répression des fraudes.
La firme aurait, après 2008, « fait circuler ses biomasses non autorisées à travers l’Europe dans le but initial de les exporter hors de l’UE », mais plusieurs produits auraient été distribués illégalement en Europe pendant plusieurs années.
Le groupe Ajinomoto indique que « les substances citées dans l'article du journal Le Monde ont été placées sur le marché européen suite à une erreur administrative ».
Cette controverse est également judiciaire : la circulation entre pays européens de produits fabriqués en Union européenne, y compris OGM, qui n'ont pas obtenu leur autorisation de mise sur le marché en Europe, et qui sont destinés à l'exportation vers des pays tiers, est-elle légale ou constitue-t-elle une mise sur le marché illégale ?